# ساموشبچ
ساموشبچ (به مجاری:  Szamosbecs) یک منطقهٔ مسکونی در مجارستان است که در سابولچ-ساتمار-برگ واقع شده‌است. ساموشبچ ۶٫۷۱ کیلومتر مربع مساحت و ۳۷۸ نفر جمعیت دارد و ۹۸ متر بالاتر از سطح دریا واقع شده‌است.